# Lasioglossum crassepunctatum
Lasioglossum crassepunctatum är en biart som först beskrevs av Blüthgen 1923.  Lasioglossum crassepunctatum ingår i släktet smalbin, och familjen vägbin. Inga underarter finns listade i Catalogue of Life.